# Halsey (cantora)
Ashley Nicolette Frangipane (Edison, 29 de setembro de 1994), mais conhecida artisticamente como Halsey ([ˈhɔːl.zi]), é uma cantora, compositora e poetisa norte-americana. No início de 2014, assinou seu primeiro contrato, com a gravadora Astralwerks, e no final do mesmo ano Halsey lançou seu EP de estreia, intitulado Room 93.
Em agosto de 2015, ela lançou seu primeiro álbum, Badlands, que incluía duas faixas de Room 93: "Ghost" e "Hurricane". O álbum ganhou certificado de platina pela Recording Industry Association of America (RIAA). Foram lançados quatro singles do álbum, tendo todos eles alcançado um nível sucesso comercial moderado.
Também em 2015, Halsey participou da faixa ''The Feeling'' do álbum Purpose de Justin Bieber. Justin Bieber e a cantora Halsey, ambos de 26 anos, se apresentaram juntos durante o programa The Today Show, da emissora NBC, na tarde de quarta-feira (18), em Nova York. Enquanto cantavam o hit The Feeling, que tem participação da artista, eles trocaram carinhos e até estrelaram um quase beijo diante do público e das câmeras.
Em junho de 2017, Halsey lançou seu segundo álbum de estúdio, Hopeless Fountain Kingdom. O álbum consiste em músicas mais "amigas da rádio", diferente do seu álbum anterior. Hopeless Fountain Kingdom se estreou no nº 1 da Billboard 200. O álbum foi precedido pelo lançamento de "Now or Never", que se tornou na primeira entrada de Halsey como artista principal no top 20 da Billboard Hot 100. Em agosto de 2017, foi lançado "Bad at Love", o segundo single de  Hopeless Fountain Kingdom, que acabou por ser o primeiro tema de Halsey como artista principal a entrar no top 10 da mesma parada de êxitos. Em setembro de 2017, embarcou no Hopeless Fountain Kingdom World Tour para promover o álbum.
Em outubro de 2018, Halsey lançou seu single de maior sucesso como artista principal até ao momento, "Without Me", que, em janeiro de 2019, já havia entrado no top 10 de vários países, tendo alcançado o número 1 na Billboard Hot 100 dos Estados Unidos, e o número 2 no Canadá e na Austrália, assim como o nº 3 no Reino Unido e na Irlanda. "Without Me" marcou a segunda vez que Halsey chega ao topo da Billboard Hot 100, depois de "Closer", e a primeira vez que alcançou tal feito sem ser na posição de artista convidada.
Halsey se envolve em ativismo, em áreas como a consciencialização para a prevenção do suicídio e defesa das vítimas de agressão sexual.
Em janeiro de 2021, Halsey anunciou que estava grávida de seu primeiro filho, fruto do relacionamento que mantinha na época com o roteirista Alev Aydin. No dia 19 de julho, Halsey confirmou que seu filho Ender havia nascido 5 dias antes, no dia 14 de julho.

## Biografia

### 1994–2012: Primórdios e Início de carreira
Halsey nasceu na cidade de Edison, Nova Jérsei como Ashley Frangipane. Possui dois irmãos mais novos. Seu pai é afro-americano e sua mãe é ítalo-americana. Ela se iniciou na música enquanto ao crescer, aprendendo originalmente a tocar violino, viola e violoncelo, até mudar para o violão acústico quando tinha 14 anos. Em seus 17 anos de idade, Halsey foi diagnosticada com transtorno bipolar. Aos 18 anos, encontrou-se em problemas financeiros e a música tornou-se uma forma de pagar suas contas. Ela realizou vários shows acústicos em diferentes cidades, com vários nomes artísticos. Finalmente escolheu o nome "Halsey" porque é um anagrama do seu nome e é também o nome de uma rua no Brooklyn, onde ela passou muito tempo durante sua adolescência.
Inicialmente a cantora planejou especializar-se em Belas artes em uma universidade. No entanto, depois de perceber que não poderia pagar o curso por causa dos altos custos, decidiu matricular-se numa universidade comunitária para estudar composição.

## Carreira

### 2014–2016:Room 93 e Badlands

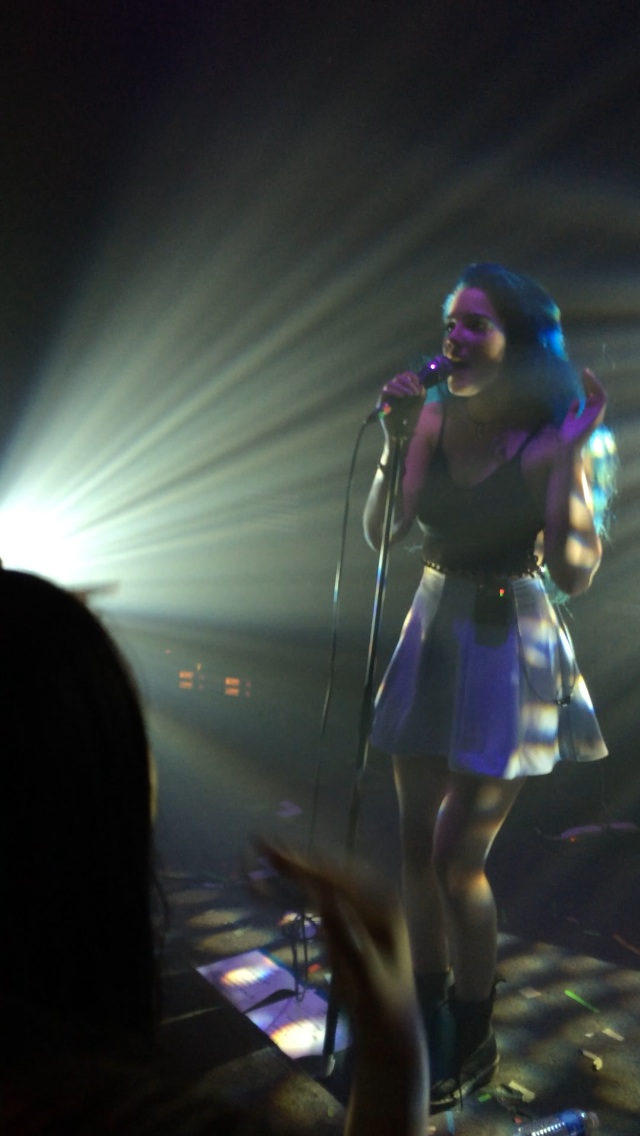
Halsey em uma apresentação em Dallas, 2015.

Em 2014, Halsey gravou uma canção chamada "Ghost" e a publicou no SoundCloud. Posteriormente, a canção ganhou atenção. Depois de várias reuniões com distintas gravadoras, ela assinou um contrato com a Astralwerks. Em seguida, lançou seu EP de estreia, chamado Room 93, a 28 de outubro de 2014, contendo vídeos adicionais para quatro das cinco canções que o compõem. Além disso, em março de 2015, a cantora foi a pessoa mais falado online durante o evento South by Southwest.
Em março e abril de 2015, Halsey percorreu várias cidades dos Estados Unidos, como parte de sua turnê The American You(th) Tour. Incluiu algumas de suas então novas canções para o repertório de shows. Entre elas, estiveram "Colors", "Control", "Castle", "Haunting" e "Roman Holiday". Ela também acompanhou a turnê Smoke + Mirrors Tour, da banda Imagine Dragons. durante a etapa norte-americana da digressão, entre 3 de junho e 1 de agosto de 2015.
O álbum de estreia de Halsey, Badlands, um álbum conceitual, foi lançado em 28 de agosto de 2015, tendo sido (supostamente) descrito numa entrevista pela cantora-compositora como "um álbum feminista raivoso". Entretanto, mais tarde ela comentou ainda que havia sido citada erroneamente e na verdade, pretendia referir-se a ele como um "álbum feminino com raiva". Dando uma entrevista para a Billboard a 21 de junho de 2015, a cantora anunciou que já estaria escrevendo material para o seu segundo álbum de estúdio. Halsey foi em algumas ocasiões destaque em performances e entrevistas, incluindo no programa de televisão estadunidense Last Call with Carson Daly.

### 2017–2018:Hopeless Fountain Kingdom
Halsey anunciou que estava trabalhando em seu segundo álbum de estúdio antes do lançamento de Badlands (2015), com o progresso no álbum continuando ao longo de 2016 e 2017. Em janeiro de 2017, ela lançou o single "Not Afraid Anymore" para download digital. A faixa aparece na trilha sonora do filme Fifty Shades Darker (2017). Seu segundo álbum de estúdio, intitulado Hopeless Fountain Kingdom, foi lançado em 2 de junho. O álbum consiste em músicas mais "amigas da rádio" em comparação com seu álbum anterior. Halsey atribuiu esse fato ao desejo de provar que ela era "mais do que capaz" de criar música "pronta para rádio". Tal como o seu álbum de estreia, Hopeless Fountain Kingdom, é um álbum conceitual que gira em torno de um par de amantes, num conto baseado em Romeu e Julieta. O projeto foi inspirado por sua ruptura com um ex-namorado seu, o cantor, compositor e produtor musical norueguês Lido. O álbum estreou em primeiro lugar na Billboard 200, com vendas equivalentes a álbuns 106 mil unidades na primeira semana. O álbum foi precedido pelo lançamento do single "Now or Never", em abril de 2017) "Bad at Love", lançado em agosto de 2017 como segundo single do álbum, se tornou seu single mais bem-sucedido enquanto artista principal até então, superando "Now or Never". Dois singles promocionais, "Eyes Closed" e "Strangers", foram disponibilizados antes do lançamento do álbum. Para promover o álbum, Halsey saiu em turnê mundial com a Hopeless Fountain Kingdom World Tour, que começou em 29 de setembro de 2017 e terminou em 26 de setembro de 2018. A turnê percorreu a América do Norte, a Oceânia, a Ásia, a Europa e a América Latina, inclusivamente o Brasil, com  apresentações em São Paulo e no Rio de Janeiro, nos dias 6 e 7 de junho de 2018, respectivamente. Lauren Jauregui abriu os concertos de Halsey no Brasil, assim como os outros dois shows da artista na América do Sul (em Buenos Aires e Santiago do Chile).

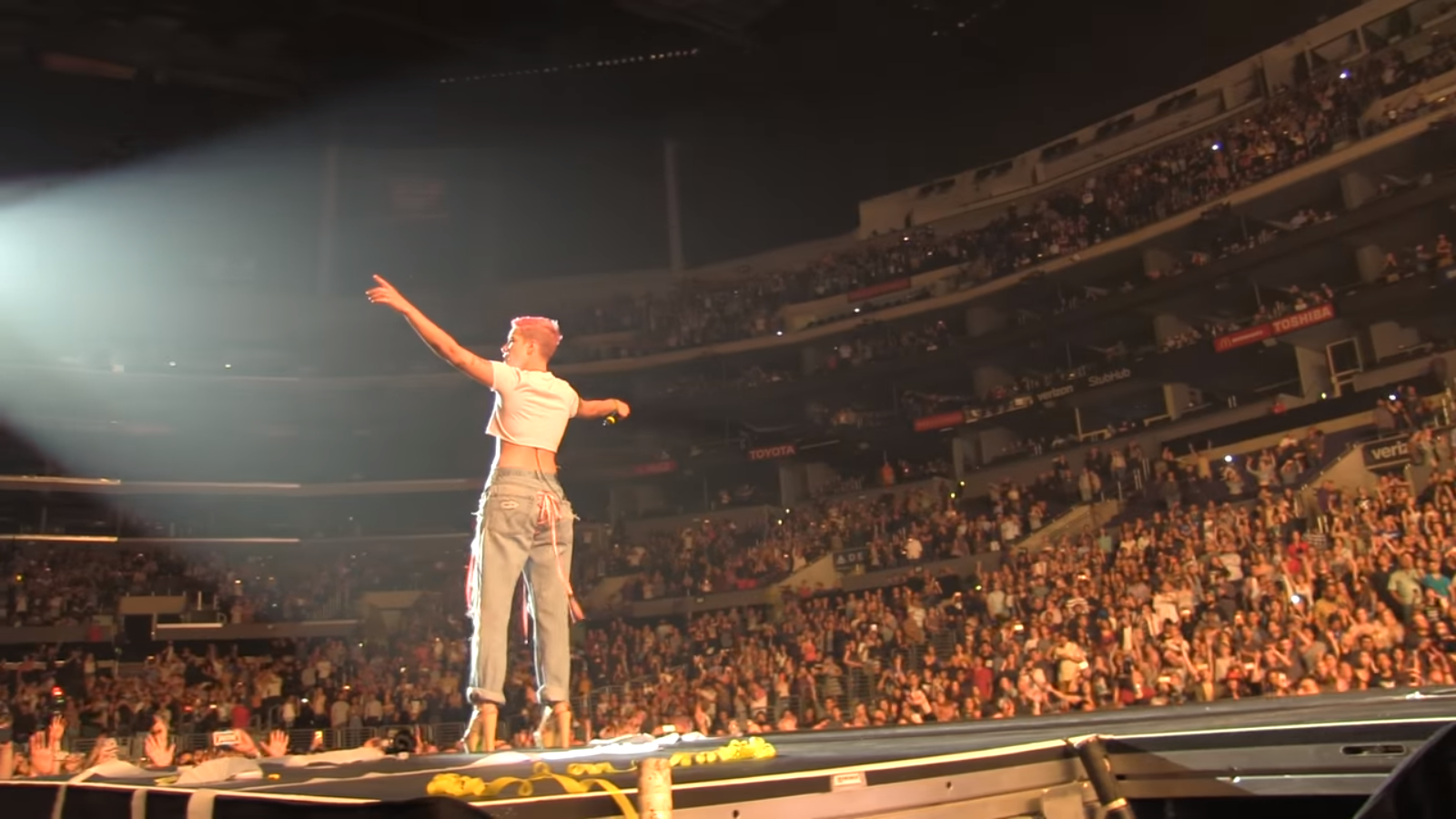
Halsey apresentando-se no concerto beneficente “Welcome!” promovido pela União Americana pelas Liberdades Civis (2017)

Em 10 de setembro de 2017, Halsey participou da campanha de conscientização sobre saúde mental e prevenção de suicídios chamada "I'm Listening", que foi hospedada pela rede de rádio Entercom e transmitida ao vivo.
Em dezembro de 2017, o seu então namorado G-Eazy lançou um single intitulado "Him & I", que conta com a participação vocal de Halsey. O videoclipe  da canção retrata o romance entre o então par de namorados. "Him & I" chegou ao top 10 de vários países. Nos EUA, chegou ao número da nº 14 da Billboard Hot 100, a principal parada de faixas musicais daquele país, e ao nº 1 da Billboard Mainstream Top 40, que reúne os números semanais das canções tocadas num número selecionado de estações de rádio de formato top 40.
Em outubro, e terminada a promoção de Hopeless Fountain Kingdom - e também a relação de Halsey com G-Eazy -, a cantora lançou o single "Without Me", que acabou por se tornar o maior êxito de sua carreira como artista principal. Até ao momento, "Without Me" chegou ao nº 1 nos EUA e ao nº 3 no Reino Unido (contando com as suas participações em "Closer" (2016), do The Chainsmokers, e "Eastside" (2018), do produtor Benny Blanco, foi a 3ª vez que Halsey entrou no top 5 britânico). "Without Me" chegou ao top 10 de vários outros países. Em uma entrevista com o famoso locutor de rádio Zane Lowe, Halsey afirmou que "Without Me" não faria parte de um futuro álbum seu.

### 2018–presente:Manic
Em 4 de outubro, Halsey lançou um single intitulado "Without Me", seu primeiro single pela Capitol Records. "Without Me" é seu "primeiro single solo desde 2017". Ela afirmou que essa música também é muito pessoal para ela. Em 29 de outubro, o videoclipe oficial de "Without Me" foi lançado, com uma "sósia de G-Eazy" após sua segunda separação. Esta canção tornou-se o single de maior sucesso de Halsey como artista principal até hoje, tornando-se seu primeiro single solo número um na Billboard Hot 100. Ele liderou o ranking por duas semanas não consecutivas e permaneceu entre os cinco primeiros por 22 semanas. Também alcançou os três primeiros do Reino Unido, Malásia, Austrália, Canadá, Nova Zelândia e Irlanda. A canção ganhou certificado de 3x platina nos EUA, platina no Reino Unido e 5x platina na Austrália e Canadá. Devido ao "Without Me" alcançar o número um na Billboard Hot 100, Halsey se tornou a oitava mulher a alcançar vários números na parada durante a década de 2010.

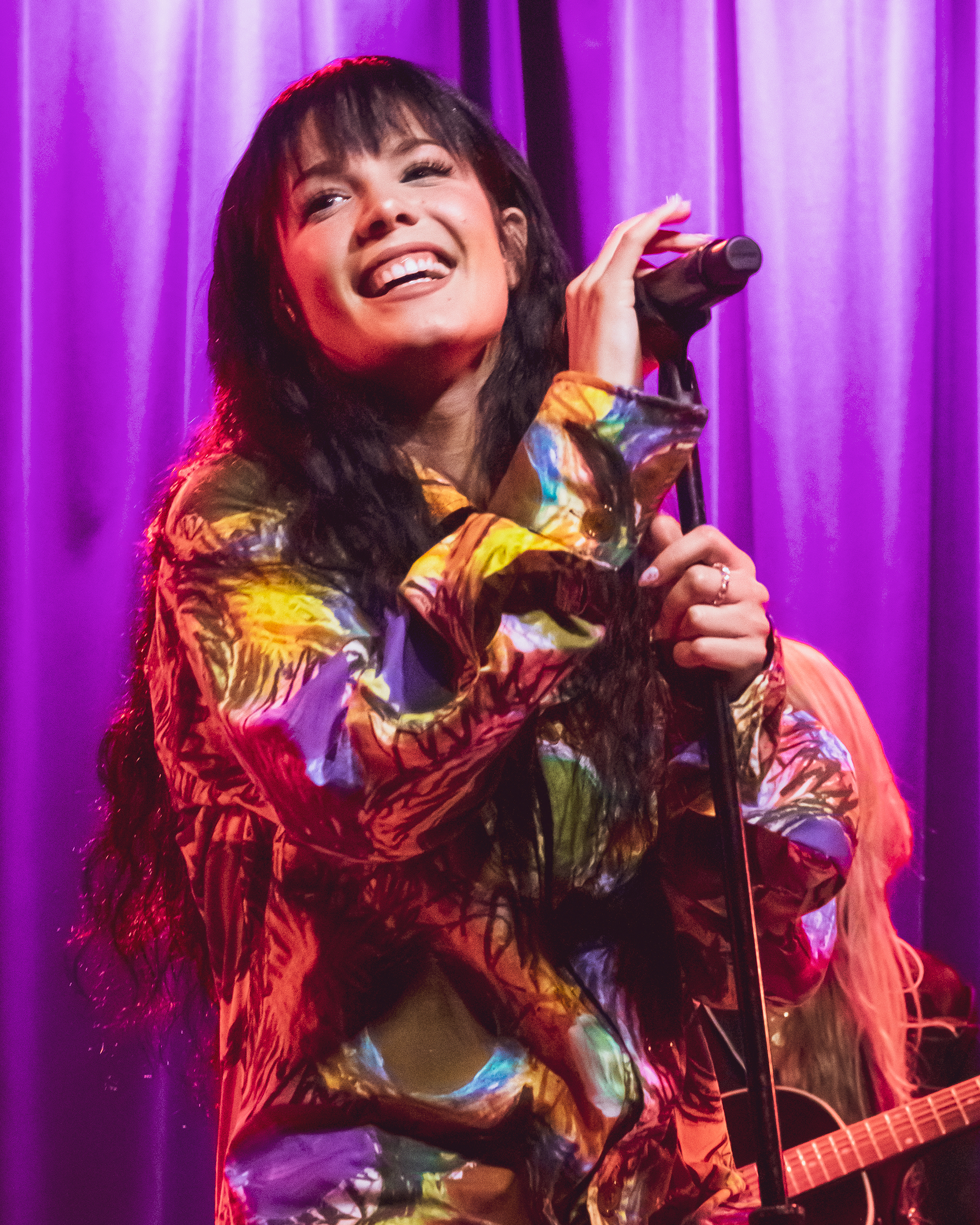
Halsey em 2019

Halsey lançou e fez várias colaborações durante os primeiros meses de 2019, incluindo um remix de "Without Me" com o rapper americano Juice WRLD em 9 de janeiro, a música "11 Minutes" com Yungblud e com Travis Barker em 14 de fevereiro e acompanhando o videoclipe em 22 de fevereiro, e a música "Boy with Luv" do BTS em 12 de abril, o videoclipe para o qual se tornou o videoclipe mais visto nas primeiras 24 horas no YouTube com 74,6 milhões de visualizações. Em 19 de abril, ela e outros 29 atos musicais foram apresentados na canção "Earth", de Lil Dicky, um single de caridade sobre conscientização sobre mudanças climáticas.
Em 9 de fevereiro, Halsey apareceu no Saturday Night Live como apresentadora e convidada musical. Sua performance foi elogiada, com a audiência do programa subindo e um público mais jovem assistindo. Em março, Halsey anunciou que seu terceiro álbum de estúdio seria lançado em 2019. O álbum é intitulado Manic, e foi lançado em janeiro de 2020. Em 17 de maio, Halsey lançou o single "Nightmare", que estreou no TOP 15 dos EUA. Em 13 de setembro de 2019, ela lançou o single "Graveyard". Em 23 de setembro de 2019, Halsey anunciou a Manic World Tour, em apoio ao seu terceiro álbum de estúdio. A primeira etapa da turnê aconteceu na Europa entre fevereiro e março de 2020. Ela lançou um single promocional, "Clementine", em seu aniversário, em 29 de setembro de 2019. Em 25 de janeiro de 2020, ela voltou a aparecer no Saturday Night Live, onde cantou duas músicas de Manic, "You Should Be Sad" e "Finally // Beautiful Stranger" e apareceu em alguns esboços.
Em dezembro de 2019, ela apareceu no EP Bring Me the Horizon Music to Listen To.... O cantor de Bring Me the Horizon, Oliver Sykes mais tarde brincou com colaborações adicionais; Um deles foi revelado um mês depois para ser a música "Experiment on Me", produzida por Oli Sykes e Jordan Fish, para a trilha sonora do filme de super-herói Birds of Prey, lançado em 7 de fevereiro de 2020. Uma colaboração com Marshmello, intitulada "Be Kind" foi lançada em 1º de maio, com o videoclipe estreando em 27 de junho. Em 25 de junho de 2020, Halsey anunciou que seu primeiro livro de poesia, intitulado "I Would Leave Me If I Could", estava disponível para pré-venda.

## Estilo musical
Halsey se concentra nos estilos electropop e synth-pop. Ao crescer, o pai de Halsey ouvia The Notorious B.I.G., Slick Rick, Bone Thugs-n-Harmony e 2Pac, enquanto sua mãe ouvia The Cure, Alanis Morissette e Nirvana. Ela diz que isso a influenciou. Halsey disse que Panic! at the Disco foi a "banda que mudou a sua vida de merda"  e credita Lady Gaga por lhe dar forças para ser ela mesma. Halsey mencionou a banda de rock de Long Island, Brand New, como uma influência e uma de suas favoritas, uma vez que mudou sua biografia no Instagram para "o diabo e Deus estão furiosos dentro de mim", uma referência ao terceiro álbum da banda, The Devil and God Are Raging Inside Me (2006). A maior influência em suas performances ao vivo é Adam Lazzara, o líder de Taking Back Sunday, como ela disse: "Uma das coisas mais inspiradoras que eu já vi foi assistir um show ao vivo do Taking Back Sunday e, assistindo Adam usar esse microfone como suporte, eu pensei: "Sim, eu vou fazer isso"".
Suas outras influências incluem Kanye West, The Weeknd, Amy Winehouse, Lana Del Rey e Bright Eyes (banda),, bem como os diretores de cinema Quentin Tarantino, Harmony Korine e Larry Clark. Ela disse: "Há muitos músicos que eu amo e respeito, mas acho que sou mais inspirada pelo cinema". Jon Caramanica, do The New York Times, observou que "Halsey chegou como parte de uma série de rebeldes femininas de pop que surgiram na sequência da recalibração de Lorde, no início dos anos 2010, das hierarquias operacionais do gênero".

## Discografia
- Badlands (2015)
- Hopeless Fountain Kingdom (2017)
- Manic (2020)
- If I Can't Have Love, I Want Power (2021)
- The Great Impesonator (2024)

## Filmografia

### Cinema
| Ano  | Título                        | Papel                         |
| ---- | ----------------------------- | ----------------------------- |
| 2018 | Teen Titans GO! To the Movies | Mulher-Maravilha              |
| 2018 | A Star Is Born                | Apresentadora do Music Awards |
| 2021 | Sing 2                        | Porsha Crystal                |
| 2023 | Americana                     | Mandy Starr                   |
| 2024 | MaXXXine                      | Tabby Martin                  |

### Televisão
| Ano  | Título                    | Papel     | Notas                                 |
| ---- | ------------------------- | --------- | ------------------------------------- |
| 2016 | Roadies                   | Ela mesma | 2 episódios                           |
| 2017 | American Dad!             | Cindy     | Episódio: "A Nice Night for a Drive"  |
| 2020 | Scooby-Doo and Guess Who? | Ela mesma | Episódio: "The New York Underground!" |

## Turnês
Como atração principal
- Badlands Tour (2015-2016)
- Hopeless Fountain Kingdom World Tour (2017-2018)
- Manic World Tour (2020) [72]
- For My Last Trick: The Tour (en) (2025)

Como coestrela
- The American Youth Tour (2015) (com Young Rising Sons)

Abertura
- ? (The Kooks) (2014)
- Smoke + Mirrors Tour (Imagine Dragons) (2015)
- The Madness Fall Tour (The Weeknd) (2015)